# العلاقات الأوزبكستانية النيجيرية
العلاقات الأوزبكستانية النيجيرية هي العلاقات الثنائية التي تجمع بين أوزبكستان ونيجيريا.

## مقارنة بين البلدين
هذه مقارنة عامة ومرجعية للدولتين:
| وجه المقارنة                                              | أوزبكستان       | نيجيريا                     |
| --------------------------------------------------------- | --------------- | --------------------------- |
| المساحة (كم2)                                             | 448.98 ألف      | 923.77 ألف                  |
| عدد السكان (نسمة)                                         | 32.39 مليون     | 190.89 مليون                |
| الكثافة السكانية (ن./كم²)                                 | 72.14           | 206.64                      |
| العاصمة                                                   | طشقند           | أبوجا، لاغوس                |
| اللغة الرسمية                                             | اللغة الأوزبكية | لغة إنجليزية، اللغة اليوربا |
| العملة                                                    | سوم أوزبكستاني  | نيرة نيجيرية                |
| الناتج المحلي الإجمالي (بليون دولار)                      | 48.72 مليار     | 375.77 مليار                |
| الناتج المحلي الإجمالي (تعادل القوة الشرائية) بليون دولار | 190.50 مليار    | 1.09 تريليون                |
| الناتج المحلي الإجمالي الاسمي للفرد دولار أمريكي          | 2.13 ألف        | 2.64 ألف                    |
| الناتج المحلي الإجمالي للفرد دولار أمريكي                 | 5.57 ألف        | 5.91 ألف                    |
| مؤشر التنمية البشرية                                      | 0.675           | 0.514                       |
| رمز المكالمات الدولي                                      | +998            | +234                        |
| رمز الإنترنت                                              | .uz             | .ng                         |
| المنطقة الزمنية                                           | ت ع م+05:00     | ت ع م+01:00                 |

## منظمات دولية مشتركة
يشترك البلدان في عضوية مجموعة من المنظمات الدولية، منها:
| علم المنظمة | اسم المنظمة                               | تاريخ انضمام أوزبكستان | تاريخ انضمام نيجيريا |
| ----------- | ----------------------------------------- | ---------------------- | -------------------- |
|             | مؤسسة التنمية الدولية                     | 24 سبتمبر 1992         | 14 نوفمبر 1961       |
|             | الأمم المتحدة                             | 2 مارس 1992            | 7 أكتوبر 1960        |
|             | منظمة التعاون الإسلامي                    | ?                      | ?                    |
|             | منظمة الشرطة الجنائية الدولية             | ?                      | ?                    |
|             | المركز الدولي لتسوية المنازعات الاستشارية | 25 أغسطس 1995          | 14 أكتوبر 1966       |
|             | الاتحاد الدولي للاتصالات                  | 10 يوليو 1992          | 11 أبريل 1961        |
|             | الفريق المعني برصد الأرض                  | ?                      | ?                    |
|             | البنك الدولي للإنشاء والتعمير             | 21 سبتمبر 1992         | 30 مارس 1961         |
|             | الاتحاد البريدي العالمي                   | ?                      | ?                    |
|             | منظمة حظر الأسلحة الكيميائية              | ?                      | ?                    |
|             | مؤسسة التمويل الدولية                     | 30 سبتمبر 1993         | 30 مارس 1961         |
|             | وكالة ضمان الاستثمار متعدد الأطراف        | 4 نوفمبر 1993          | 12 أبريل 1988        |
|             | يونسكو                                    | 26 أكتوبر 1993         | 14 نوفمبر 1960       |

## وصلات خارجية
- موقع وزارة الخارجية الأوزبكستانية
- موقع وزارة الخارجية النيجيرية